# Hanoisiella exilicosta
Hanoisiella exilicosta är en fjärilsart som beskrevs av De Joannis 1928. Hanoisiella exilicosta ingår i släktet Hanoisiella och familjen björnspinnare. Inga underarter finns listade i Catalogue of Life.